# Roberto Gallina
Roberto Gallina (La Spezia, 4 gennaio 1940) è un pilota motociclistico italiano ritiratosi dall'attività agonistica.
In seguito fu team manager per molti anni.

## Carriera
Riparatore e preparatore di moto e ciclomotori, Gallina iniziò a dedicarsi alle competizioni motociclistiche negli anni sessanta, ottenendo nel 1964 il titolo di Campione della Montagna con una MotoBi 175, sfiorando nello stesso anno il titolo italiano Juniores. Passato Seniores, Gallina fu sostenuto dal presidente del suo motoclub, il quale gli affidò una Ducati e un'Aermacchi Ala d'Oro per correre in 250 e 350.
I buoni risultati gli valsero nel 1968 la chiamata da parte di Giuseppe Pattoni per correre con la Paton 500: con la mezzo litro milanese lo spezzino fu terzo nel Campionato Italiano 1970, secondo nel 1971, terzo nel 1972 e ancora secondo nel 1973. Nella stagione 1970 Gallina debuttò nel Motomondiale, ottenendo un terzo posto in Jugoslavia con la Paton. Dal 1972 Gallina affiancò alla verde 500 milanese una Yamaha TD 250 da lui preparata, con la quale ottenne due podi nel Motomondiale 1973, stagione che lo vede in sella anche alle Benelli 350 e 500 quattro cilindri. All'attività nella velocità Gallina aggiunse anche quella nell'Endurance in sella alle Laverda SFC e 1000 tre cilindri.
La sua carriera di pilota si concluse nel 1976 a causa di una tendinite. Lasciata l'attività di pilota si dedicò a quella di team manager e di concessionario Suzuki: già nel 1974 Gallina sostenne il concittadino Armando Toracca nella conquista del titolo italiano della 250, e dalla stagione 1976 schierò una squadra nel Motomondiale, con Toracca e Marco Lucchinelli come piloti. Il "Team Gallina", in vent'anni di corse, vinse due titoli mondiali della 500 (1981 con Lucchinelli e 1982 con Franco Uncini), lanciando, oltre ai piloti già citati, Virginio Ferrari, Graziano Rossi e Pierfrancesco Chili. Al team Gallina contribuì anche Massimo Tamburini, con il quale costituì a Rimini una società (poi ceduta alla Cagiva) per la realizzazione di prototipi, la quale realizzò nel 1983 una 500 da GP motorizzata Suzuki.
Abbandonate le competizioni, si è dedicato alla sua concessionaria e a seguire la carriera nelle corse del figlio Michele.

## Risultati nel motomondiale

### Classe 250
| 1973 | Classe | Moto   |   |   |   |    |   |   |     |   |   |   |   |   |  | Punti | Pos. |
| ---- | ------ | ------ | - | - | - | -- | - | - | --- | - | - | - | - | - |  | ----- | ---- |
| 1973 | 250    | Yamaha | 6 | 6 | - | AN | - | 3 | Rit | - | - | 2 | - | - |  | 32    | 8º   |

| Legenda | 1º posto        | 2º posto            | 3º posto            | A punti      | Senza punti        | Grassetto – Pole position Corsivo – Giro più veloce |
| Legenda | Gara non valida | Non qual./Non part. | Ritirato/Non class. | Squalificato | '-' Dato non disp. | Grassetto – Pole position Corsivo – Giro più veloce |

### Classe 350
| 1970 | Classe | Moto      |   |    |   |   |   |    |   |   |   |   |    |   |  | Punti | Pos. |
| ---- | ------ | --------- | - | -- | - | - | - | -- | - | - | - | - | -- | - |  | ----- | ---- |
| 1970 | 350    | Aermacchi | - | NE | 6 | - | - | NE | - | - | - | - | 12 | 7 |  | 9     | 20º  |

| 1974 | Classe | Moto   |  |  |     |     |  |  |    |  |  |    |  |  |  | Punti | Pos. |
| ---- | ------ | ------ |  |  | --- | --- |  |  | -- |  |  | -- |  |  |  | ----- | ---- |
| 1974 | 350    | Yamaha |  |  | Rit | Rit |  |  | NE |  |  | NE |  |  |  | 0     |      |

| 1975 | Classe | Moto   |    |   |   |   |   |  |   |    |    |   |   |   |  | Punti | Pos. |
| ---- | ------ | ------ | -- | - | - | - | - |  | - | -- | -- | - | - | - |  | ----- | ---- |
| 1975 | 350    | Yamaha | 21 | - | - | - | - |  | - | NE | NE | - | - | - |  | 0     |      |

| Legenda | 1º posto        | 2º posto            | 3º posto            | A punti      | Senza punti        | Grassetto – Pole position Corsivo – Giro più veloce |
| Legenda | Gara non valida | Non qual./Non part. | Ritirato/Non class. | Squalificato | '-' Dato non disp. | Grassetto – Pole position Corsivo – Giro più veloce |

### Classe 500
| 1970 | Classe | Moto  |  |     |   |  |     |  |  |    |  |  |   |   |  | Punti | Pos. |
| ---- | ------ | ----- |  | --- | - |  | --- |  |  | -- |  |  | - | - |  | ----- | ---- |
| 1970 | 500    | Paton |  | Rit | 3 |  | Rit |  |  | NE |  |  | 7 | 5 |  | 20    | 11º  |

| 1971 | Classe | Moto  |     |  |  |  |  |  |    |  |  |  |     |  |  | Punti | Pos. |
| ---- | ------ | ----- | --- |  |  |  |  |  | -- |  |  |  | --- |  |  | ----- | ---- |
| 1971 | 500    | Paton | Rit |  |  |  |  |  | NE |  |  |  | Rit |  |  | 0     |      |

| 1972 | Classe | Moto  |  |  |     |     |  |    |  |  |  |  |  |  |     | Punti | Pos. |
| ---- | ------ | ----- |  |  | --- | --- |  | -- |  |  |  |  |  |  | --- | ----- | ---- |
| 1972 | 500    | Paton |  |  | Rit | Rit |  | 10 |  |  |  |  |  |  | Rit | 1     | 47º  |

| 1973 | Classe | Moto  |     |   |  |    |  |     |     |     |  |     |  |  |  | Punti | Pos. |
| ---- | ------ | ----- | --- | - |  | -- |  | --- | --- | --- |  | --- |  |  |  | ----- | ---- |
| 1973 | 500    | Paton | Rit | 5 |  | AN |  | Rit | Rit | Rit |  | Rit |  |  |  | 6     | 28º  |

| 1974 | Classe | Moto   |  |  |  |   |  |  |  |  |  |  |    |    |  | Punti | Pos. |
| ---- | ------ | ------ |  |  |  | - |  |  |  |  |  |  | -- | -- |  | ----- | ---- |
| 1974 | 500    | Yamaha |  |  |  | 5 |  |  |  |  |  |  | NE | NE |  | 6     | 24º  |

| 1975 | Classe | Moto   |  |    |  |  |     |  |  |  |  |  |  |    |  | Punti | Pos. |
| ---- | ------ | ------ |  | -- |  |  | --- |  |  |  |  |  |  | -- |  | ----- | ---- |
| 1975 | 500    | Suzuki |  | NE |  |  | Rit |  |  |  |  |  |  | NE |  | 0     |      |

| 1976 | Classe | Moto   |     |  |  |    |  |  |  |  |  |     |  |    |  | Punti | Pos. |
| ---- | ------ | ------ | --- |  |  | -- |  |  |  |  |  | --- |  | -- |  | ----- | ---- |
| 1976 | 500    | Suzuki | Rit |  |  | NE |  |  |  |  |  | Rit |  | NE |  | 0     |      |

| Legenda | 1º posto        | 2º posto            | 3º posto            | A punti      | Senza punti        | Grassetto – Pole position Corsivo – Giro più veloce |
| Legenda | Gara non valida | Non qual./Non part. | Ritirato/Non class. | Squalificato | '-' Dato non disp. | Grassetto – Pole position Corsivo – Giro più veloce |